# Millettia mannii
Millettia mannii är en ärtväxtart som beskrevs av John Gilbert Baker. Millettia mannii ingår i släktet Millettia och familjen ärtväxter. Inga underarter finns listade i Catalogue of Life.